# 德米特里一世 (喬治亞)
德米特里一世（英語：Demetrius I，羅馬化：demet're I）是一位巴格拉季昂王朝的喬治亞國王，1125年至1154年、1155年至1156年在位。

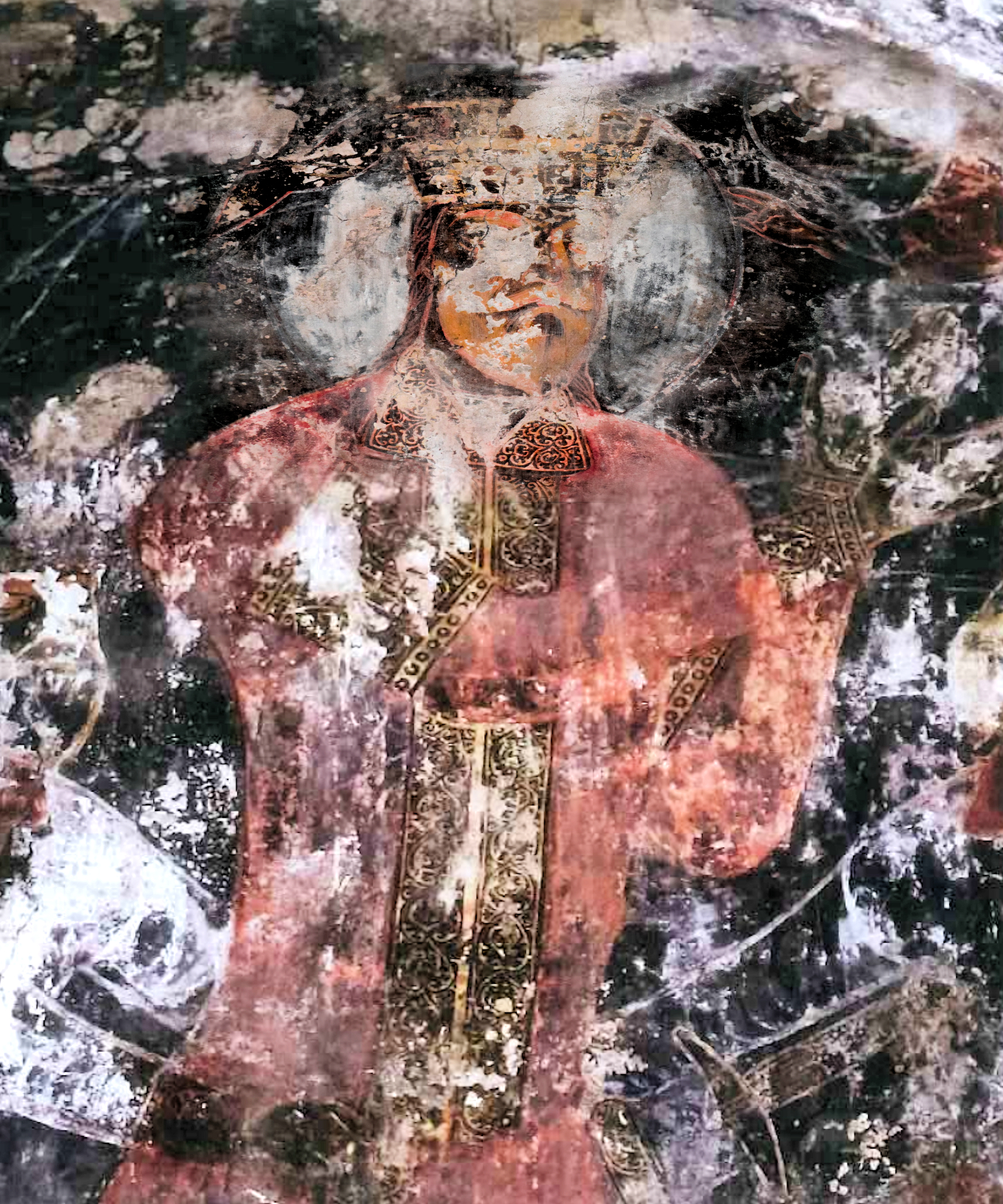
德米特里一世

德米特里是大衛四世之子，在父親去世後登上王位。1154年他的長子大衛五世篡奪了王位，但大衛五世在位僅一年不到就去世，德米特里一世復辟。之後再讓位給次子吉奧爾基三世。